# Campanula stenocodon
Campanula stenocodon är en klockväxtart som beskrevs av Pierre Edmond Boissier och Georges François Reuter. Campanula stenocodon ingår i släktet blåklockor, och familjen klockväxter. Inga underarter finns listade i Catalogue of Life.